# Thomas Tumler
Thomas Tumler (Scuol, 5 novembre 1989) è uno sciatore alpino svizzero, vincitore della Coppa Europa nel 2014.

## Biografia
Ha esordito nel Circo bianco il 27 gennaio 2005 ad Aprica disputando uno slalom speciale valido come gara FIS, senza concluderlo, e in Coppa Europa il 27 novembre 2010 prendendo parte allo slalom gigante di Trysil, anche in questo caso senza terminare la gara. Nella stagione 2011-2012 in Coppa Europa ha ottenuto il primo podio giungendo 3º nello slalom gigante tenutosi a Kranjska Gora, alle spalle del russo Sergej Majtakov e dell'italiano Luca De Aliprandini, e ha debuttato in Coppa del Mondo, il 18 febbraio nello slalom gigante di Bansko, senza completarlo. Il 15 marzo 2013 a Soči Krasnaja Poljana ha conquistato in slalom gigante la sua prima vittoria in Coppa Europa; nella stagione 2013-2014 ha conquistato la Coppa Europa assoluta, vincendo anche la classifica di supergigante.
Ai XXIII Giochi olimpici invernali di Pyeongchang 2018, sua prima presenza olimpica, si è classificato 26º nel supergigante; il 2 dicembre dello stesso anno ha colto sulla Birds of Prey di Beaver Creek in slalom gigante il suo primo podio in Coppa del Mondo (2º). Ai Mondiali di Åre 2019, suo esordio iridato, non ha completato né il supergigante né lo slalom gigante e a quelli di Courchevel/Méribel 2023 si è piazzato 18º nello slalom gigante, 5º nella gara a squadre (partecipando come riserva) e non si è qualificato per la finale nel parallelo. L'8 dicembre 2024 ha conquistato la sua prima vittoria in Coppa del Mondo nello slalom gigante di Beaver Creek. Ai Mondiali di Saalbach-Hinterglemm 2025 ha vinto la medaglia d'argento nello slalom gigante e nella gara a squadre.

## Palmarès

### Mondiali
- 2 medaglie:
  - 2 argenti (slalom gigante e gara a squadre a Saalbach-Hinterglemm 2025)

### Coppa del Mondo
- Miglior piazzamento in classifica generale: 26º nel 2025
- 5 podi (4 in slalom gigante, 1 in slalom parallelo):
  - 1 vittoria (in slalom gigante)
  - 1 secondo posto (in slalom parallelo)
  - 3 terzi posti (in slalom gigante)

#### Coppa del Mondo - vittorie
| Data            | Località     | Paese       | Specialità |
| --------------- | ------------ | ----------- | ---------- |
| 8 dicembre 2024 | Beaver Creek | Stati Uniti | GS         |

Legenda:

GS = slalom gigante

### Coppa Europa
- Vincitore della Coppa Europa nel 2014
- Vincitore della classifica di supergigante nel 2014
- 14 podi:
  - 3 vittorie
  - 7 secondi posti
  - 4 terzi posti

#### Coppa Europa - vittorie
| Data             | Località              | Paese   | Specialità |
| ---------------- | --------------------- | ------- | ---------- |
| 15 marzo 2013    | Soči Krasnaja Poljana | Russia  | GS         |
| 22 gennaio 2014  | Val-d'Isère           | Francia | SG         |
| 27 febbraio 2018 | Sarentino             | Italia  | GS         |

Legenda:

SG = supergigante

GS = slalom gigante

### Nor-Am Cup
- Miglior piazzamento in classifica generale: 40º nel 2022
- 1 podio:
  - 1 vittoria

#### Nor-Am Cup - vittorie
| Data             | Località        | Paese       | Specialità |
| ---------------- | --------------- | ----------- | ---------- |
| 21 novembre 2021 | Copper Mountain | Stati Uniti | GS         |

Legenda:

GS = slalom gigante

### Campionati svizzeri
- 5 medaglie[1]:
  - 3 ori (supergigante nel 2012; slalom gigante nel 2014; slalom gigante nel 2015)
  - 1 argento (slalom gigante nel 2023)
  - 1 bronzo (slalom gigante nel 2012)